# Cirimekar
Cirimekar is een bestuurslaag in het regentschap Bogor van de provincie West-Java, Indonesië. Cirimekar telt 13.906 inwoners (volkstelling 2010).